# Jaera nordmanni
Jaera nordmanni is een pissebed uit de familie Janiridae. De wetenschappelijke naam van de soort is voor het eerst geldig gepubliceerd in 1837 door Rathke.